# Sericinus montela
The Dragon Swallowtail, Sericinus montela, là một loài bướm ngày thuộc phân họ Parnassiinae, họ bướm đuôi én. 
Nó được tìm thấy ở vùng Viễn Đông Nga, Hàn Quốc, Trung Quốc và Nhật Bản.

## Hình

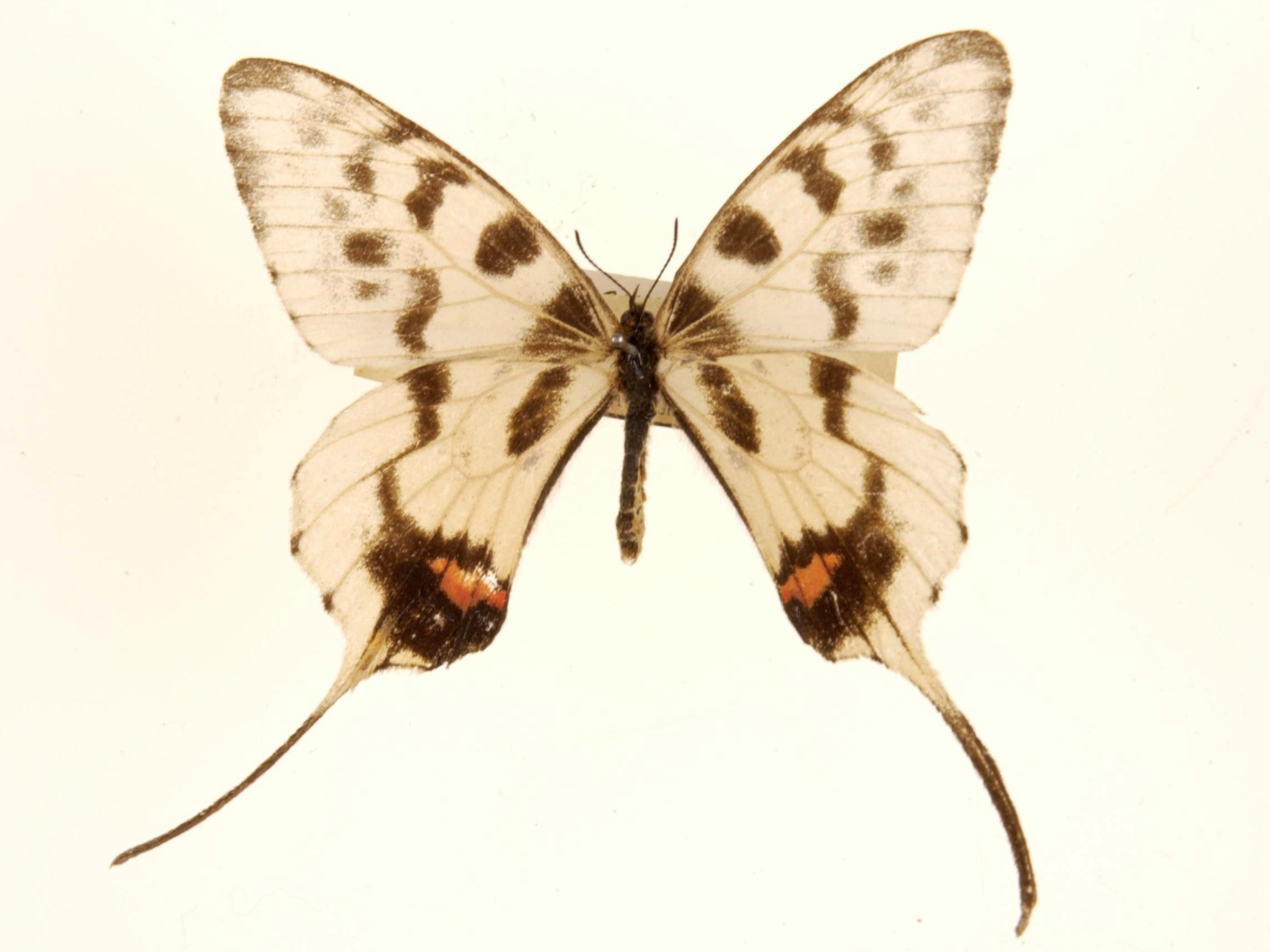
Male.Museum specimen from China.
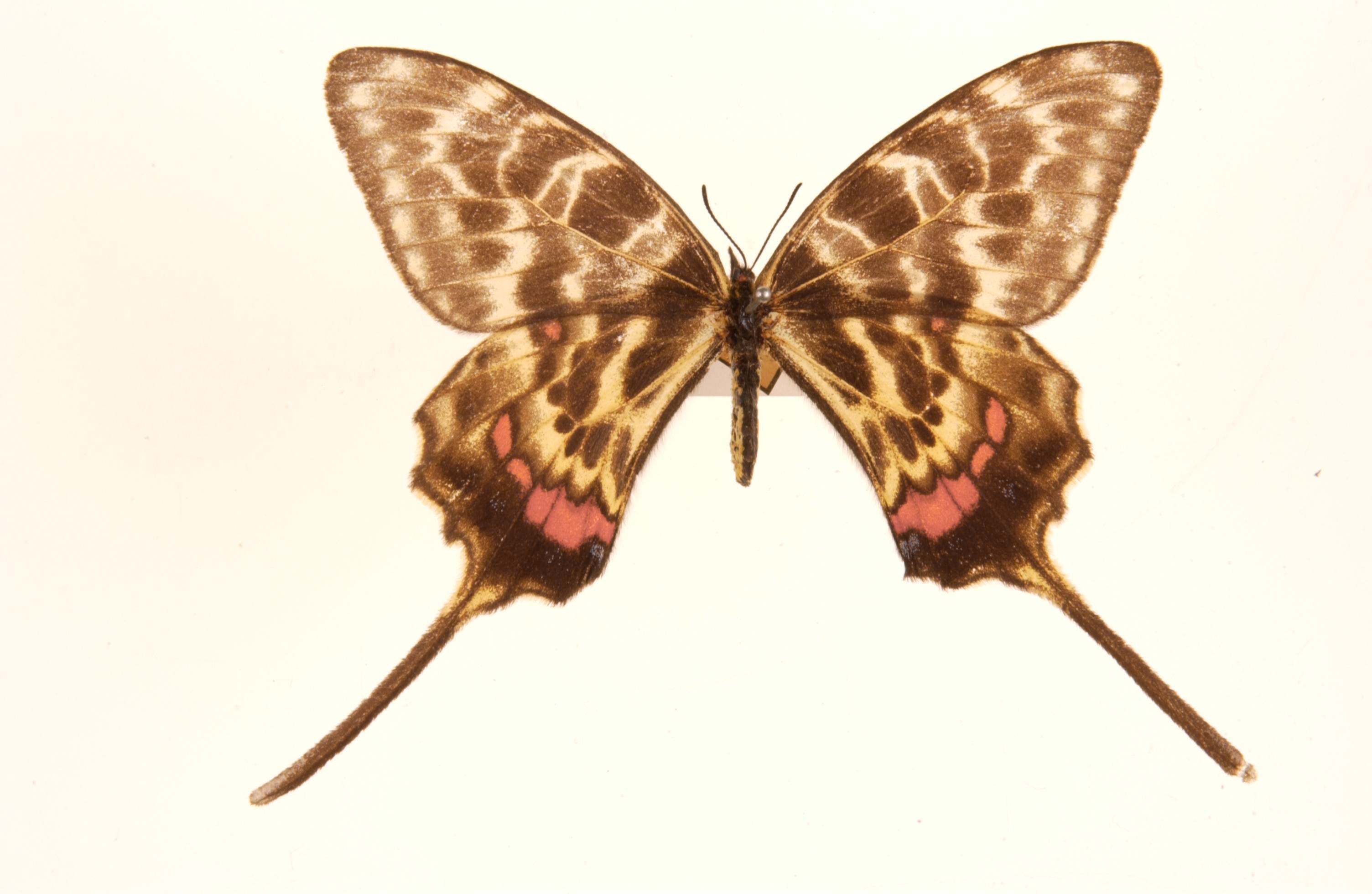
nominate ssp. Female China
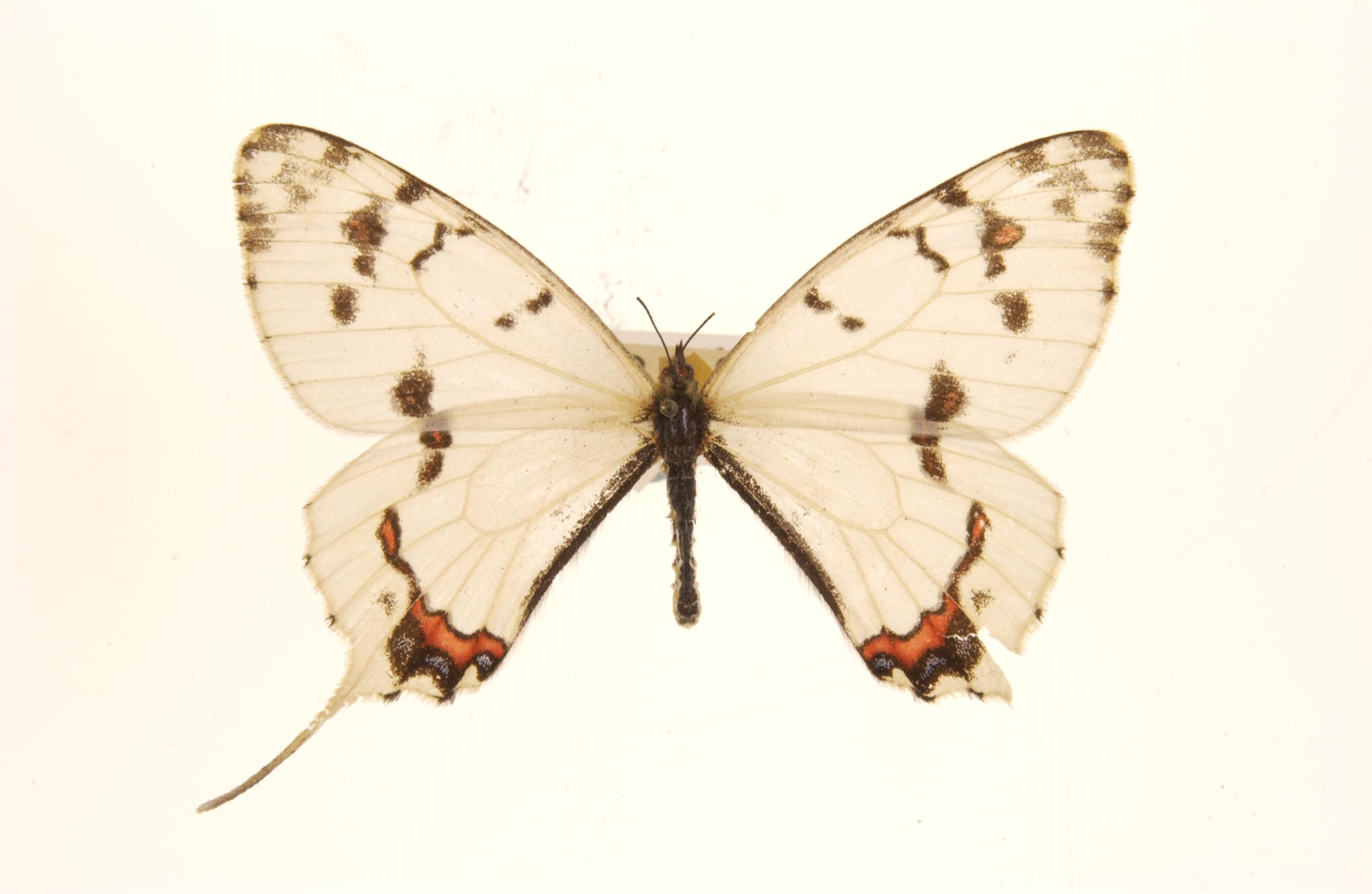
nominate ssp.Male China
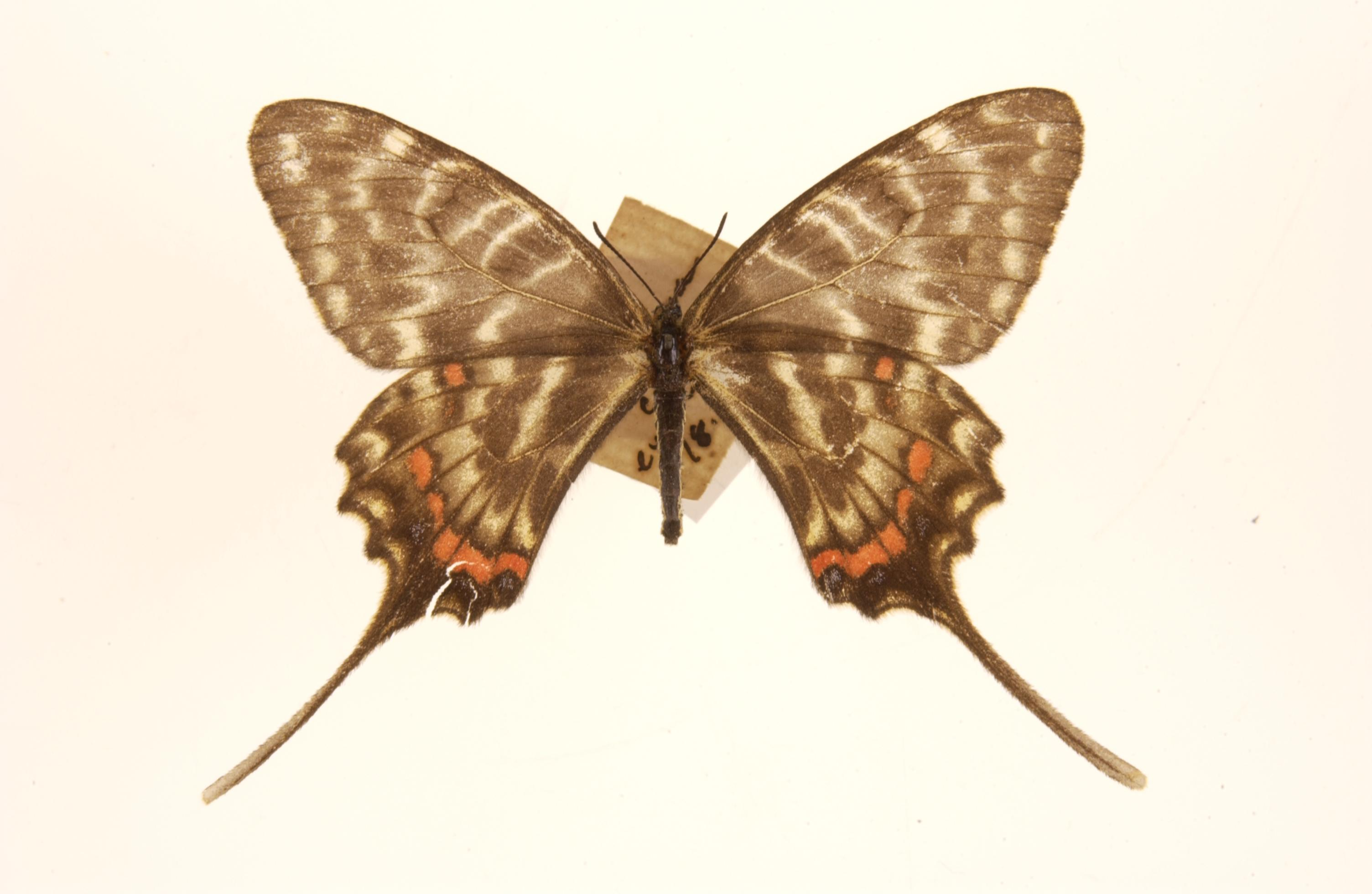
ssp. amurensis Female Amur
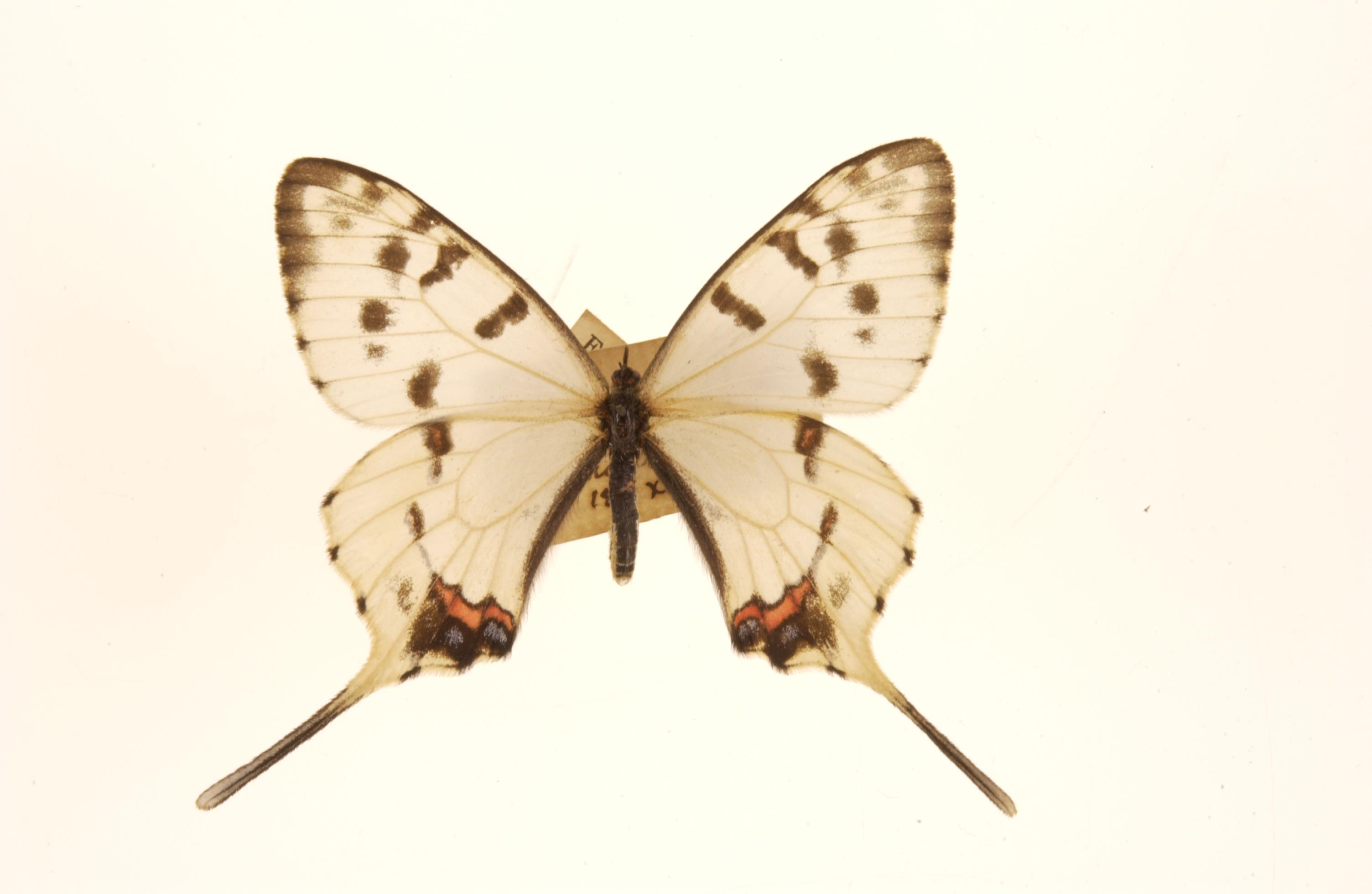
ssp. amurensis Male Amur